# История Мариупольского металлургического комбината имени Ильича

## Строительство заводов «Никополь-Мариупольского» и «Русский Провиданс»
Годом учреждения Мариупольского металлургического комбината имени Ильича считается 1897 год, когда в Мариуполе был смонтирован и 1 февраля выдал первую продукцию трубный цех Никополь-Мариупольского горно-металлургического общества (см. История Мариуполя).
19 апреля 1896 года А. В. Ротштейн из Пруссии и Э. Д. Смит из США обратились к правительству с просьбой разрешить им учредить «Никополь-Мариупольское горное и металлургическое общество» для разработки руд в районе Никополя и других полезных ископаемых во всей империи, а также для строительства трубных и судостроительных заводов в Мариуполе.
В июле 1896 года в пяти километрах от города начали свою работу геодезисты. К осени были вырыты котлованы под фундаменты и началось возведение заводских корпусов. «Никополь-Мариупольское общество» приобрело в США и полностью перевезло в Мариуполь металлургический и трубный заводы. Первые домны «Никополя» также привезли из-за океана в разобранном виде. С ними прибыли в Мариуполь их создатели, американцы братья Джулиан и Вальтер Кеннеди.
В начале декабря 1896 года начался монтаж оборудования. Одновременно возводились две домны, новые мартены, прокатные станы, литейный, механический и другие вспомогательные и ремонтные цеха.
«Трубопрокатная фабрика» для прокатки бесшовных железных труб немецким методом была третьей на юге Российской империи после заводов Екатеринослава и Таганрога. Ещё в 1896 году завод принял заказ на 150 верст таких труб диаметром 8 дюймов для Закавказского керосинопровода и начал его выполнять с момента пуска. На полную мощь завод стал работать в 1899 году.
Почти одновременно с ними бельгийское общество «Провиданс» также получило у Мариупольской городской управы два участка земли. И на одном из них в 1897—1898 годах началось строительство завода. Затем — с целью привлечения бельгийского и русского капиталов — они создали дочернюю компанию «Русский Провиданс».
В 1898 году завод «Провиданс» уже работал: функционировали 2 доменные печи, 2 мартеновские печи, 3 томасовских конвертора, 126 коксовых печей, крупносортный и рельсобалочный цеха. Железную руду везли из Керчи на пристань, расположенную на берегу Кальмиуса (современная Гавань). В конце XIX века в Мариуполе работали, таким образом, бок о бок 2 металлургических завода.
Первая домна «Никополя» дала чугун в ночь с 14 на 15 июня 1902 года. Первым директором «Никополя» был Г. Лауде. В 1909 году «Никополь» произвел 1,3 млн пудов стали, в 1913 году — 4,8 млн пудов. «Русский Провиданс» в 1912 году выпустил 11 млн пудов чугуна, а уже в 1913 году — 13 млн пудов чугуна.
Таким образом в начале 20-го века завод «Никополь» имел две большие по тем временам доменные печи с наклонными подъёмами американской конструкции Корнеги Стил Ко., суточная производительность каждой равнялась 280 тонн передельного чугуна. Высота американской печи превышала 27 метров, а её нижняя часть на треть высоты находилась внутри каменного литейного двора, крытого волнистым железом. Отмечалось, что американская конструкция печи лучше, чем «даже на заводе Юза и некоторых других», где «доменные печи совершенно открыты и рабочие терпят от солнца и холода». Печи имели клепаные железные кожухи. Отвод газов — боковой, с помощью простой воронки, и впервые в России применено улавливание газов с двойным затвором типа Парри.
При каждой домне имелись литейные дворы площадью более 200 квадратных метров и по четыре каупера (воздухонагревателя системы Кеннеди) на каждую печь. Рядом были построены железные трубы новой конструкции высотой 55 м и диаметром 4,25 м.
Воздуходувных машин для домен было две, обе изготовлены в США. На заводской электростанции была установлена динамомашина Сименс-Шукерт, которую приводила в действие паровая машина. А на правом берегу Кальмиуса соорудили здание с двумя немецкими центробежными насосами, подававшими воду по водопроводу длиной около двух верст.
Жилая колония для рабочих, устроенная по американскому образцу, состояла из 47 каменных бараков, четырёх двухэтажных домов по 16 квартир в каждом и шести каменных казарм для холостяков. Современник пишет:
-Возле каждого домика разбит садик, и устроен общий большой бульвар.
Ныне это улица Левченко. При заводе была возведена большая каменная больница на 30 коек с аптекой, имелся отдельный корпус для заразных больных. Работали там доктор, два фельдшера, медсестра и провизор.
Расположение завода в городе Мариуполе было выгодным из-за географического положения, которое обеспечивало близость сырьевых и топливных ресурсов, наличие морского торгового порта, рабочей силы крестьян из ближайших сёл. Завод расширялся и к началу двадцатого века стал наибольшим металлургическим предприятием на юге России.

## В СССР
Окончательно возобновлен после первой мировой и гражданской войн в 1927 году, завод начал развиваться как многопрофильное машиностроительное предприятие. Расширялись мощности действующих производств. Строились новые подразделения: новотрубный, толстолистовой, листо-отделочный цех, целый ряд других цехов.
В период индустриализации на ММЗ было доставлено громадное количество новейшего иностранного оборудования и в том числе уникальный ковочный пресс усилием 15000 т. немецкой фирмы Шлеман, прокатный стан 4500 и крановое оборудование немецкой фирмы Демаг.
Компания Виккерс спроектировала и поставила оборудование для мощной электростанции завода которая уже в 1929 году дала ток.
Для обработки горячекатаного листа на заводе 1 июля 1933 года был пущен листоотделочный цех. Он был первым в стране, его оборудование было поставлено из-за рубежа. С пуском цеха отпала необходимость везти сталь из-за границы — в стране наблюдался такой дефицит, что автомобили выпускались с деревянными кабинами и кузовами.
В декабре 1933 года пущен второй маннесмановский (трубопрокатный) цех.
27 сентября 1935 года первый кокс выдал Мариупольский коксохимический завод.
14 октября 1936 года сталевар мартеновской печи № 10 Макар Мазай за 6 часов 50 минут работы сварил плавку весом в 103,5 тонн и снял 13,62 тонн стали с квадратного метра пода печи, установив тем самым мировой рекорд.
В 1939 году на Мариупольском заводе разрабатываются новые марки для противопульной корабельной брони, а также изыскивались методы плавки в электропечи с использованием отходов корабельной брони и с восстановлением хрома из хромистой руды.
На заводе разрабатываются также процесс газовой цементации плит в направлении ускорения и удешевления работ, способ изготовления броневых плит ковкой,
изучается качество бронестали, выплавленной в кислой мартеновской печи на халиловском чугуне.
В 1939 году на заводе была образована специальная экспериментальная лаборатория под руководством специалистов конструкторского бюро М. Кошкина. Почти год (по видимому 1939—1940 гг.) на семитонной немецкой электропечи проводились опытно-исследовательские плавки-отработки состава броневой стали под руководством заместителя Кошкина по работам А. Морозова. Сталевар М. В. Махортов, который работал на заводе Провиданс ещё с 1905 г, учитель М. Мазая и И. Лута, провел около 300 плавок, экспериментируя с добавками марганца, хрома, никеля, молибдена. Опытные образцы каждой новой марки в виде слитков прокатывались здесь же на заводе, на стане-4500, а затем после термообработки поступали на полигон, где испытывались бронебойными снарядами. И к 1940 году 10 марок «морозовской» стали были созданы, они имели шифр «Танковые».

### В годы Великой Отечественной войны
В 1941 году предприятие переходит на выпуск оборонных видов продукции, в том числе брони для танка Т-34, производство которого было освоено на заводе перед Второй Мировой войной. 
По решению Государственного комитета обороны 15 июля 1941 года работники начали демонтаж завода и эвакуировали в конце июля в Магнитогорск броневой стан. На заводы Урала были вывезены уникальные металлорежущие станки, термическое оборудование, кислородные установки производительностью до 100 кубических метров в час, паровая машина для привода стана, уникальный пресс усилием в 15 000 тонн. Оборудование эвакуированного с завода имени Ильича броневого стана «4500» начало поступать на Магнитогорский меткомбинат уже в середине августа, и сразу же производился его монтаж. Стан устанавливали на складе готовой продукции, где по полученным ранее чертежам были сделаны фундаменты. Одновременно строили котельную, нагревательные печи и устанавливали вспомогательное оборудование. 15 октября 1941 года стан был введен в действие и начал выпускать броневую листовую сталь шириной до 4100 мм. 
Все 23 месяца оккупации Мариуполя основное металлургическое производство стояло. Отступая, захватчики полностью разрушили доменный цех, взорвали три мартеновских печи, трубосварочные и прокатные цехи, вывели из строя все энергохозяйство завода. В руинах лежали фасонолитейный и чугунолитейный, вспомогательные цехи — прессовый, термический, модельный, ремонтно-механический. Не работали сартанская водокачка и насосные станции.
После освобождения Мариуполя, к концу 1944 года, на заводе было возобновлено 70 % производственных мощностей, и ильичёвцы возобновили поставку броневой стали на фронт.
15 июня 1944 года в строй вступил трубосварочный цех.
К концу 1944 года восстановлено три мартеновские печи, термический цех, кислородная станция, парокотельная, шлакокирпичный цех.
В 1954—1969 годы комбинат переживает второе рождение. В это время была проведена реконструкция доменных печей № 1 и 2, построены третья, четвёртая и пятая доменные печи, мартеновский цех с наибольшими в мире печами, кислородно-конверторный цех, обжимной цех-слябинг 1150, цеха с непрерывными широкополосными станами 1700 горячей и холодной прокатки, наибольшая в Европе аглофабрика (1966 — 1 очередь, 1968 — 2-я), комплекс цехов вспомогательного производства. В 1983 году первую продукцию — штрипс для производства труб большого диаметра — дал толстолистовой цех 3000, один из самых современных в Европе.

## Украина
Мощный импульс развития комбинат получил в последнее десятилетие. За средства комбината были построены трубоэлектросварочный и известково-обжиговый цеха, две машины непрерывного литья заготовок, установка комплексной доводки стали и энергокорпус в конверторном цехе, проведена модернизация и реконструкция оборудования в большинстве базовых цехов.
Важное событие в истории комбината состоялось 2 ноября 2000 года парламент Украины принял Закон «Об особенностях приватизации ОАО „ММК имени Ильича“», согласно которому коллектив получил право считать себя владельцем своего предприятия.
В 2007 году была сдана в эксплуатацию МНЛЗ № 3.
До апреля 2016 года носил имя Ильича в честь Владимира Ильича Ленина. В апреле 2016 года трактовка названия изменена в соответствии с законом Украины о декоммунизации. Завод стал носить имя Ильича в честь советского ученого-металлурга, директора Института чёрной металлургии УССР в 1952—1976 годах, Зота Ильича Некрасова.
В 2019 году запустили современный металлургический агрегат для разливки стали – машину непрерывного литья заготовок слябов МНЛЗ №4 на меткомбинате им. Ильича. Комплекс разработан с учетом новейших технологий и с соблюдением европейских экологических стандартов. Он позволил увеличить мощность ММК имени Ильича по выплавке стали почти на 40%.
Масштабная реконструкция ЛПЦ-1700 стартовала в 2017 году и проходила в несколько этапов. На первом – в эксплуатацию была введена нагревательная печь №1 и установлена большегрузная пневматическая моталка. На втором – установлены промежуточное перематывающее устройство «coilbox», гидросбивы, реверсивная черновая клеть и другое технологическое оборудование. Также выполнено усиление и модернизация блока чистовых клетей прокатного стана. В 2019 году Группа Метинвест запустила после реконструкции стан «1700» (ЛПЦ-1700) на ММК имени Ильича. В ходе реконструкции цех практически полностью обновился: оборудование и технологии поставила компания Primetals Technologies Austria. Инвестиции Группы Метинвест в проект составили 110 млн долларов США.
В 2019 году Группа Метинвест подписала контракт с Air Liquide, мировым лидером в области производства и поставки газов, технологий и услуг для промышленности и здравоохранения. На комбинате стартовало строительство самой современной воздухоразделительной установки в Украине. Комплекс должен обеспечить потребности комбината в кислороде, необходимом для производства чугуна. Общие инвестиции в строительство комплекса составили более 78 миллионов долларов США.
На комбинате в 2019 году введены в эксплуатацию две новые энергоэффективные вентиляторные градирни. Они предназначены для подачи охлажденной воды в листопрокатный цех «1700», кислородный и цех холодной прокатки. Инвестиции компании в их строительство составили 55,1 млн грн. После запуска двух новых градирен подпитка оборотного цикла для ЛПЦ-1700, ЦХП и кислородного цеха из реки Кальмиус снизилась в три раза.
В конвертерном цехе ММК имени Ильича Группы Метинвест в июне 2020 года начато строительство современной установки азотного торкретирования. Установка позволяет сократить затраты на уход за конвертером путем уменьшения торкрет-операций и снижения расходов на «подварку» рабочего слоя футеровки. Инвестиции в проект составляют более 120 млн грн.
В 2021 году ММК имени Ильича Группы Метинвест продолжает модернизацию сталеплавильного передела – на конвертере №3 введена в эксплуатацию новая установка отсечки шлака производства Monocon International Refractories LTD (Великобритания). Первый и второй конвертеры предприятия также оснастят аналогичными новинками. Инвестиции в проект составили 168 миллионов гривен.
В 2021 году группа Метинвест анонсировала инвестиции в комбинат в размере одного миллиарда долларов для строительства нового цеха холоднокатаного проката, оцинкованного и окрашенного рулона. 10 июня 2021 года группа подписала контракт на поставку оборудования с ведущим мировым поставщиком технологий для металлургии, итальянской компанией Danieli.

### В период оккупации
24 февраля 2022 года, после начала российского вторжения на Украину, металлургические предприятия Азовсталь и комбинат им. Ильича были переведены в режим горячей консервации. В ходе боевых действий в Мариуполе комбинат был захвачен и частично разрушен российскими военными. В период оккупации российские власти зарегистрировали комбинат с таким же именем в своём государственном реестре, где в качестве учредителей значился 25-ти летний чиновник из Чечни — Валид Корчагин, с долей в пять млн. рублей, который связан с Рамзаном Кадыровым, второй учредитель — Мурай Юрий Александрович.
В декабре 2023 года было объявлено о возобновлении работы трёх цехов предприятия.

## Руководители завода
…
- Радин, Николай Викторович — директор в 1931—1938.
- Гармашев, Александр Фомич — директор в 1938—1941, 1943—1949.
- Гавриленко, Николай Георгиевич — директор в 1949—1957.
- Козаченко, Валентин Григорьевич — директор в 1958—1959.
- Шаламов, Иван Иванович — директор в 1958—1962.
- Жигула, Александр Владимирович — директор в 1962—1963.
- Куликов, Вячеслав Онуфриевич — директор в 1963—1969.
- Волков, Юрий Павлович — директор в 1969—1973.
- Плискановский, Станислав Тихонович — директор в 1973—1980.
- Безнос, Виктор Иванович — директор в 1980—1982.
- Гуров, Николай Алексеевич — директор в 1982—1990.
- Бойко, Владимир Семёнович — генеральный директор в 1990—2012.
- Зинченко, Юрий Анатольевич — генеральный директор в 2012—2017.
- Шевченко, Тарас Григорьевич — генеральный директор с 2017.